# ワトソンズ

ワトソンズのロゴ

ワトソンズ（中国語名：屈臣氏、英語名：Watson's）は、香港・沙田区に本拠を置くドラッグストアチェーン。

## 概要
1828年に広東で「屈臣氏大藥房」という社名で創業された。現在は香港を本拠地とするコングロマリット、「ハチソン・ワンポア」の傘下で、スーパーマーケットチェーンの「百佳」や、家電販売店チェーンの「豊沢」などの小売業を展開する「A.S.ワトソンズ・グループ（屈臣氏集團）」の一ブランドとなった。

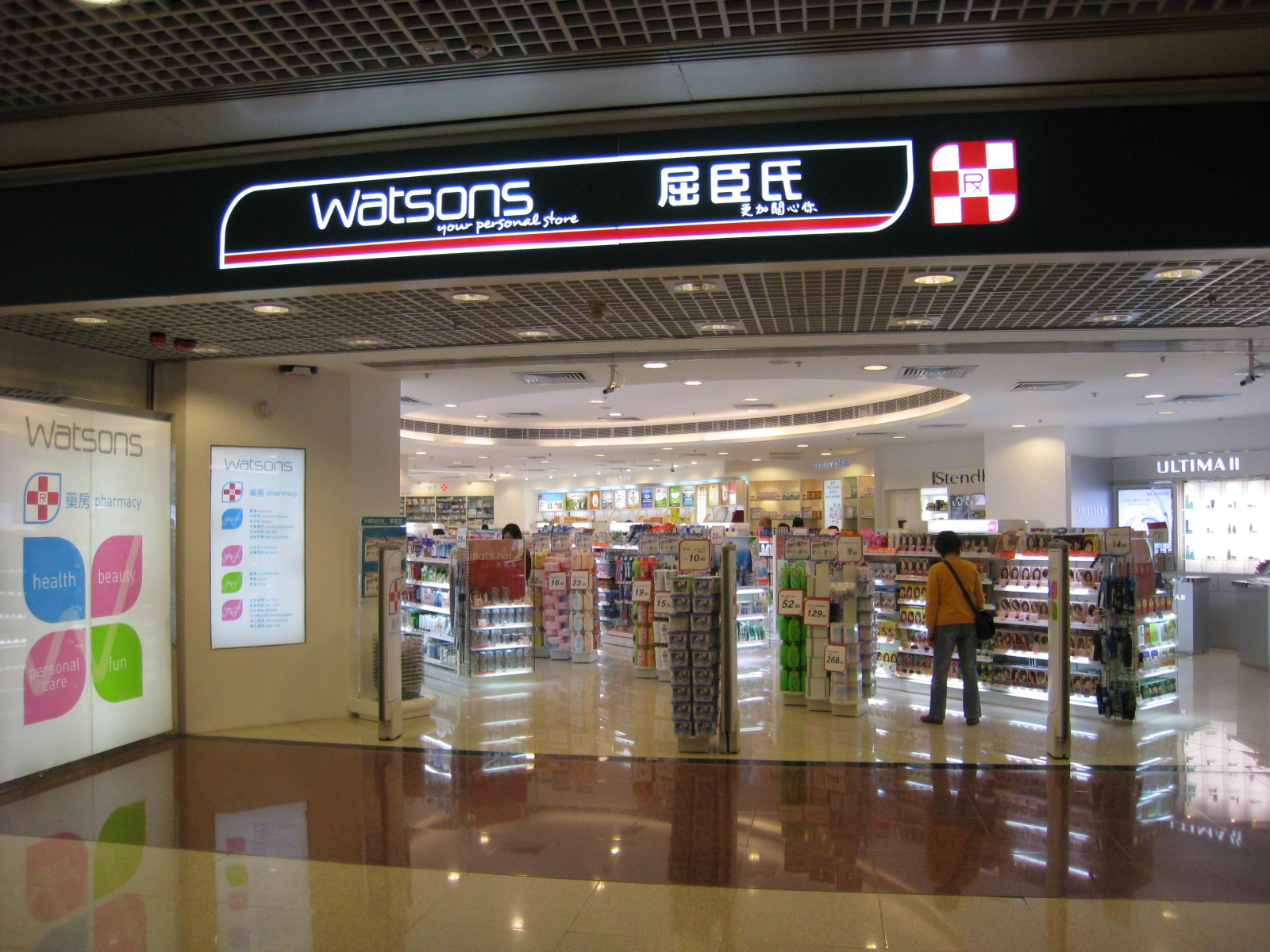
ワトソンズ香港
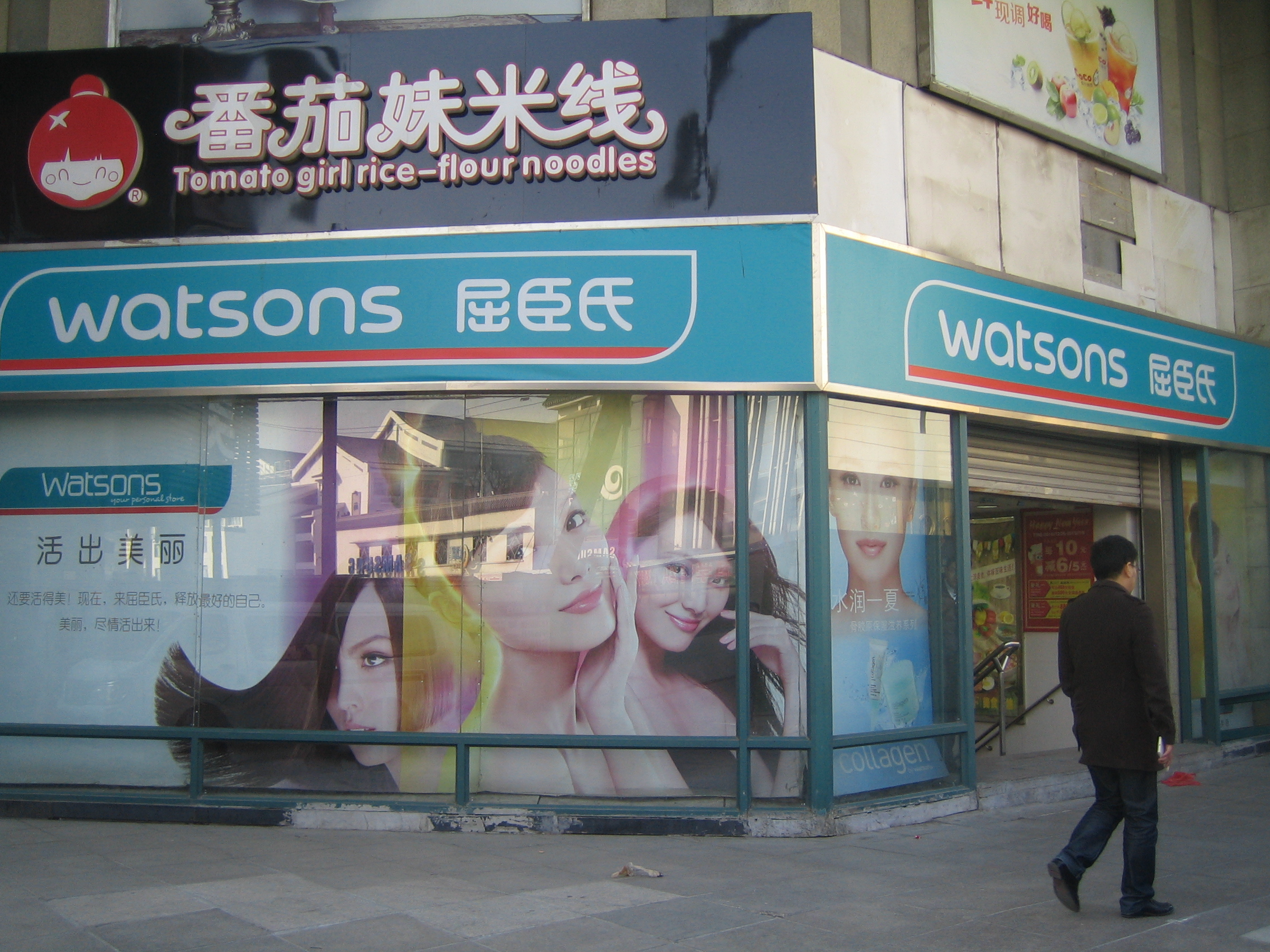
ワトソンズ中国 蘇州店
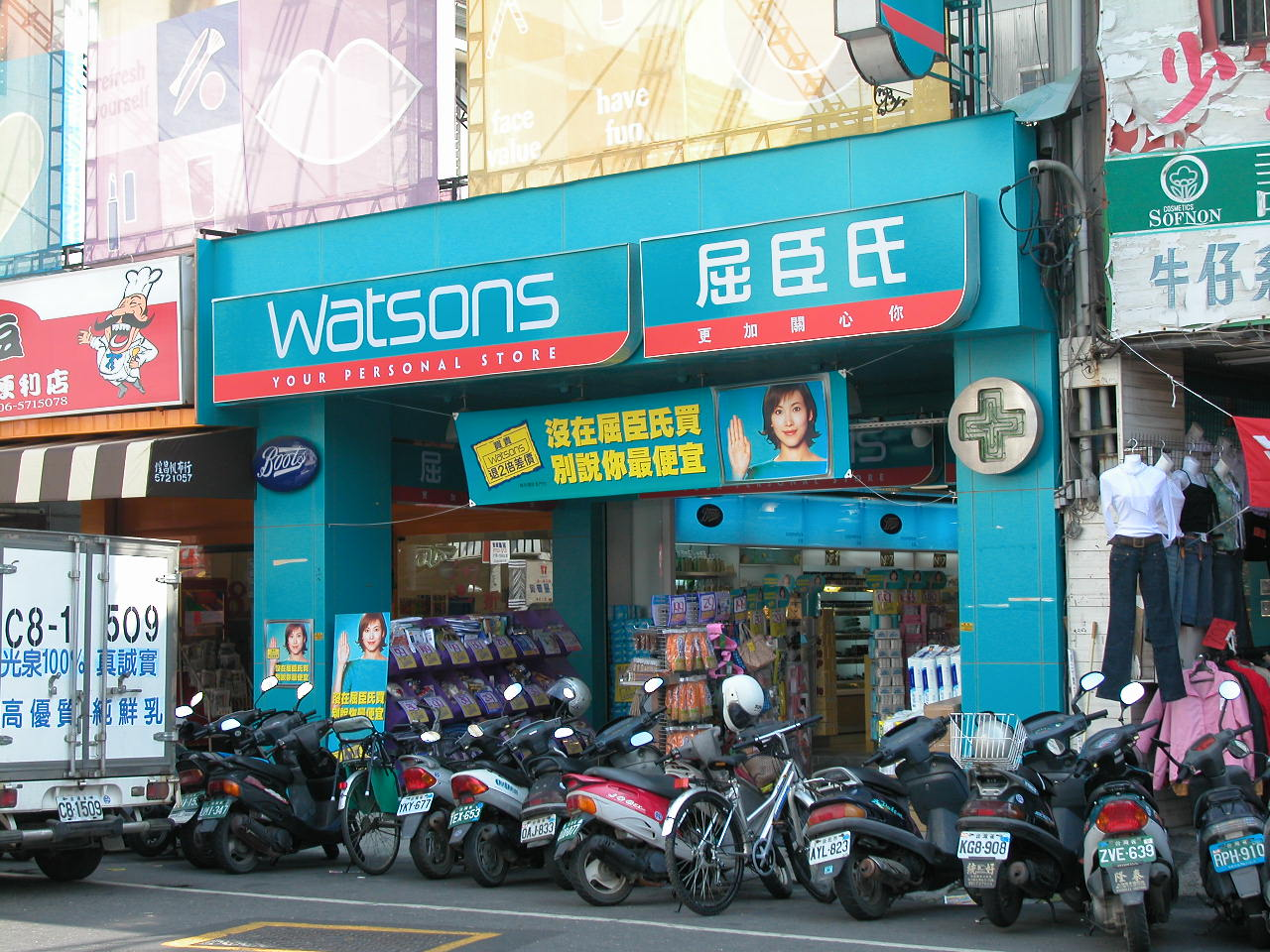
ワトソンズ台湾

現在アジア最大のドラッグストアチェーンであり、香港を中心にマカオやタイ王国、中華人民共和国、マレーシア、シンガポール、中華民国（台湾）、フィリピン、インドネシア、ベトナム、ロシアなどアジア各地に店舗を展開するほか、トルコやエストニア、スロベニアなどのヨーロッパ諸国にも展開を進めており、2018年現在で中国の438の都市に合計3200以上の店舗を持っており、ヨーロッパなどを含めると世界中に6,000を超える店舗を展開している。かつては、韓国GSグループと提携し「GSワトソンズ」の名称で韓国にも進出していたが、提携解消に伴い全て自社ブランドに転換された。

### 自社ブランド
薬や化粧品、菓子の他、自社ブランドのミネラルウォーターやシャンプー、リンスなども販売している。グリーンを基調にした製品パッケージと看板が目印となっている。